# Храбрая сердцем
«Храбрая сердцем» (англ. Brave) — американский компьютерно-анимационный фэнтезийный фильм 2012 года, созданный студией Pixar Animation Studios и выпущенный студией Walt Disney Pictures. Фильм был снят Марком Эндрюсом и Брендой Чепмен (в полнометражном режиссёрском дебюте первого), со-режиссёром выступил Стив Перселл, продюсером — Кэтрин Сарафян, а Джон Лассетер, Эндрю Стэнтон и Пит Доктер выступили в качестве исполнительных продюсеров. Сюжет был написан Чепмен, которая также написала сценарий с Эндрюсом, Перселлом и Ирен Меччи. Главные роли озвучивали Келли Макдональд, Эмма Томпсон, Билли Коннолли, Джули Уолтерс, Робби Колтрейн, Кевин Маккидд и Крейг Фергюсон. Действие фильма происходит в Шотландском нагорье и рассказывает историю принцессы Мериды из Данброха, которая бросает вызов вековому обычаю, вызывая хаос в королевстве, выражая желание не быть обрученной. Когда королева Элинор, её мать, становится жертвой чудовищного проклятия и превращается в медведицу, Мерида должна заглянуть внутрь себя и найти ключ к спасению королевства. Мерида — первая диснеевская принцесса, созданная Pixar. Фильм также посвящён председателю, соучредителю и генеральному директору компании Apple Стиву Джобсу, который умер до выхода фильма.
«Храбрая сердцем» — первый мультфильм Pixar с главной героиней, и первый, анимированный новой запатентованной системой анимации под названием Presto. Первоначально озаглавленный как «Медведь и лук», фильм был впервые анонсирован в апреле 2008 года вместе с мультфильмами «Вверх» и «Тачки 2». Чепмен черпала вдохновение из своих отношений с дочерью. Совместно с Эндрюсом и Перселлом, Чепмен стала первой женщиной-режиссёром полнометражного фильма Pixar. Чтобы создать самые сложные визуальные эффекты, Pixar впервые за 25 лет полностью переписала свою анимационную систему. «Храбрая сердцем» — первый фильм, использующий звуковой формат Dolby Atmos. Создатели фильма создали три оригинальных узора тартанов для трёх из четырёх кланов в фильме. Патрик Дойл сочинил музыку к фильму.
Премьера мультфильма состоялась 10 июня 2012 года на Международном кинофестивале в Сиэтле, 21 июня в России и 22 июня в Северной Америке. Получив в целом положительные отзывы, он стал коммерчески успешным, заработав 540,4 миллиона долларов при бюджете в 185 миллионов долларов. Фильм получил премию «Оскар», «Золотой глобус» и премию BAFTA за лучший анимационный полнометражный фильм. В кинотеатрах был показан короткометражный фильм под названием «Луна» режиссёра Энрико Касарозы.

## Сюжет
Главная героиня фильма — принцесса Мерида, дочь шотландского короля Фергуса и королевы Элинор. Мерида, как настоящая принцесса, должна во всём подавать всем пример. Её жизнь расписана по минутам: Элинор следит за каждым её шагом, и редко наступает день, когда Мерида предоставлена сама себе и может делать то, что ей нравится — ездить верхом, стрелять из лука и взбираться на отвесные скалы.
Отец Мериды — отважный король, который однажды вступил в схватку с гигантским медведем по имени Морду́ и потерял ногу. Хоть Фергус и не видит ничего плохого в увлечениях своей дочери, он не смеет перечить жене.
По традиции, в день совершеннолетия принцессы, сыновья предводителей трёх основных кланов должны соревноваться за её руку. Ни один из них не нравится принцессе, и к тому же она не хочет замуж. Но Элинор не желает слушать свою дочь и опасается, что если её не выдать замуж, может начаться война. Поссорившись с матерью, Мерида сбежала в лес, где заметила жилище ведьмы, промышлявшей под прикрытием резчицы по дереву. В обмен на свой медальон Мерида потребовала от неё как-нибудь заколдовать Элинор, чтобы изменить свою судьбу.
Ведьма согласилась на колдовство только тогда, когда услышала, что Мерида возьмёт все деревянные поделки. Вернувшись домой, принцесса угостила Элинор пирожным, полученным от ведьмы, и королева превратилась в медведицу. Желая разрушить чары, Мерида отправилась с матерью обратно к домику ведьмы и узнала, что снять колдовство можно, лишь если усмирить свою гордыню и починить разрезанный мечом во время ссоры с матерью гобелен до второго рассвета. Мерида и медведица-Элинор узнали о принце, который из-за своей гордыни превратился в медведя Морду (того самого, из-за которого Фергус лишился ноги), а его королевство пало из-за вспыхнувших войн.
Элинор с дочерью возвращаются в замок за гобеленом, но отец Мериды, Фергус, запирает дочь в комнате, а сам со своими воинами гонится за медведицей-Элинор в лесу, не понимая, что это его жена. С помощью своих братьев, превратившихся в медвежат после поедания заколдованного пирожного, Мерида выбирается из замка и по пути в лес зашивает полотно. Элинор убивает Морду, защищая Мериду. Последняя успевает накрыть гобеленом медведицу и снимает заклятие с матери и братьев. Элинор отменяет свадьбу, и между королевой и принцессой воцаряется мир и согласие.
После титров действие переносится на две недели вперёд — ведьме наступает срок доставить все деревянные поделки во дворец Мериде. Сонный стражник видит тележку, наполненную деревянными игрушками, и ворона ведьмы, предлагающего ему расписаться.

## Роли озвучивали
| Персонаж          | Оригинальная озвучка         |
| ----------------- | ---------------------------- |
| Принцесса Мерида  | Келли Макдональд             |
| Королева Элинор   | Эмма Томпсон                 |
| Король Фергус     | Билли Коннолли               |
| Ведьма            | Джули Уолтерс                |
| Лорд Дингваль     | Робби Колтрейн               |
| Лорд Макгаффин    | Кевин Маккидд                |
| Лорд Макинтош     | Крейг Фергюсон               |
| Моди              | Салли Кингхорн/Айлид Фрэйзер |
| Мерида в детстве  | Пейджи Баркер                |
| Молодой Макгаффин | Кевин Маккидд                |
| Молодой Макинтош  | Стивен Кри                   |
| Ворон             | Стив Пёрселл                 |
| Молодой Дингваль  | Каллум О’Нилл                |
| Мартин            | Патрик Дойл                  |
| Гордон            | Джон Ратценбергер            |

## Создание мультфильма
- В 2008 году студия Pixar объявила о создании нового проекта под названием «Медведь и Лук» (англ. The Bear and the Bow)[13], которой должен был стать первым мультфильмов студии, снятым в качестве классической сказки[14][15][16].
- Бренда Чапман взяла за основу для образа Мериды свою собственную дочь[17], а образ Элинор и вовсе взяла с себя.

## Видеоигра
По мотивам фильма компанией Behaviour Interactive была разработана видеоигра. Она была опубликована в июне 2012 года THQ, а также Disney Interactive Studios для PlayStation 3, Xbox 360, Wii, PC и Nintendo DS.

## Бонус
Перед началом сеанса показа данного мультфильма в кинотеатре демонстрировался короткометражный фильм «Луна» («La Luna»), режиссёром которого выступил Энрико Касароса. Фильм номинировался на премию «Оскар» в 2012 году. В сети также опубликованы два отрывка этого фильма. Речь в нём идёт о маленьком мальчике, отец и дедушка которого впервые решили взять его на совместную работу.

## «Однажды в сказке»
В 2015 году сюжет мультфильма был продолжен в пятом сезоне фэнтези-сериала «Однажды в сказке». Роль Мериды исполнила шотландская актриса Эми Мэнсон. По времени действия её сюжет происходит через 10 лет после событий мультфильма.
Король Фергус погибает в бою, несмотря на неудачную попытку дочери его спасти. Мерида должна после этого должна стать новой королевой ДанБроха, но другие лорды не хотят подчиняться женщине. Они берут выросших братьев Мериды в заложники, и она отправляется на поиски нового блуждающего огонька для их спасения. Вскоре она встречает главных героев сериала (семью Прекрасных) и налаживает с ними приятельские отношения. Добыв огонёк, она пытается украсть лодку для отплытия домой, но лодка оказывается принадлежащей Камелоту, и Король Артур (являющийся здесь отрицательным персонажем) заточает Мериду в своей темноте. Позже семья Прекрасных и волшебник Мерлин спасают Мериду, и она, захватив с собой Белль, отправляется спасать братьев. По пути она заглядывает в хижины ведьмы и, всё ещё виня себя за смерть отца, уговаривает Белль сделать ей новую порцию медвежьего зелья. Однако Белль даёт ей обычную воду, и в итоге Мерида спасает братьев весьма эффектным выстрелом, уничтожившим все три стрелы для казни. Лорды и их подданные подчиняются новой королеве и отпускают её братьев.
После коронации во дворец неожиданно заявляется ведьма и требует у Мериды долг её отца — волшебный шлем. В противном случае она превратит всех жителей ДанБроха в медведей. Мерида находит свою бывшую наставницу Мулан и вместе с ней и Красной Шапочкой пускается на поиски шлема. Они вспоминают, что шлем забрал убийца Фергуса, которым в итоге оказывается Артур. Он признаёт вину, но заодно сообщает Мериде, что в той битве на её отце был самый обычный шлем, а не волшебный. Несмотря на помощь Злой Ведьмы Запада, Артур проигрывает битву. В конце дня ведьма приходит к Мериде и сообщает, что на самом деле просто устроила ей проверку, чтобы она научилась верить в свои силы. В знак уважения она дарит ей волшебный эль для общения с духами, и Мерида ненадолго воссоединяется с отцом, который говорит ей, что гордится ею.